# Филип Вујановић
Филип Вујановић (Београд, 1. септембар 1954) црногорски је политичар. Вујановић је бивши председник Црне Горе, од 2003. до 2018. године, изабран у три мандата.
Вујановић, бивши председник црногорског парламента и некадашњи премијер, постао је први председник Црне Горе после оснивања државне заједнице са Србијом. На ту функцију дошао је после убедљиве победе на трећим по реду изборима одржаним у шест месеци - претходна два пута, избори су пропали због недовољног одзива бирача.

## Биографија
Основну школу и гимназију завршио је у Никшићу. Потиче из познате никшићке породице. Његова мајка Даринка је била прва жена хирург у Црној Гори и оснивач хируршког одељења при никшићкој болници, а отац Петар угледни адвокат. Дипломирао је 1978. године на Правном факултету у Београду.
Од 1978. до 1981. године, радио је у општинском суду, а затим и као стручни сарадник у Окружном суду у Београду.
Вујановић је 1981. прешао да живи и ради у Подгорици. После кратког временског периода проведеног на функцији секретара Окружног суда у Подгорици, радио је као адвокат до марта 1993. године, када је именован за министра правде у влади премијера Мила Ђукановића. Вујановић је на тој дужности био до маја 1995. године, када је именован за министра унутрашњих послова - функцију коју је обављао до фебруара 1998. године.
Неколико месеци после победе на председничким изборима у јулу 1997. године, Ђукановић је Вујановића предложио за премијера. Вујановић је ту функцију обављао од фебруара 1998. до априла 2002, када је дао оставку, за време кризе његове владе због споразума са Србијом о преуређењу Југославије у лабави савез двеју држава.
После парламентарних избора у октобру 2002. године, Вујановић је постао председник парламента.
Маја 2003. године изабран је за председника Црне Горе. После победе на председничким изборима, Вујановић је рекао да су његови највећи приоритети улазак у ЕУ и Партнерство за мир. „Бићу председник свих грађана, који ће Црну Гору водити према ЕУ," рекао је Вујановић, обећавши својим присталицама да ће за три године расписати референдум о независности.
На председничким изборима, 6. априла 2008. године, Вујановић је победио у првом кругу чиме је реизабран на дужност председника Републике.
На изборима одржаним 2013. године поново је изабран за председника Црне Горе.
Вујановић је ожењен и има две кћерке и сина.

## Однос према спорном тексту државне химне
Као председник Републике Црне Горе, Филип Вујановић је у више наврата учествовао у јавној расправи о спорним деловима државне химне (Ој, свијетла мајска зоро) која је озваничена 2004. године. Том приликом су се у званичном тексту химне нашле и две строфе (трећа и четврта) које је својевремено испевао црногорски фашиста и ратни злочинац Секула Дрљевић. Полемике о спорним деловима химне су током наредних година довеле до отворених подела међу грађанима Црне Горе, а и сам Вујановић је у разним приликама јавно критиковао усвајање Дрљевићевих строфа, од којих се оградио, заложивши се за измену званичног текста химне. Вујановић је у више наврата истицао да усвајање Дрљевићевих стихова није прихватљиво због тога што је њихов творац био фашиста, односно нациста, а истим поводом је упозоравао на опасност од јачања екстремног црногорског национализма и шовинизма.